# Liste von Kirchen in Florenz
Diese Liste von Kirchen in Florenz enthält einige der Kirchengebäude in Florenz.
- Sant’Agata
- Badia Fiorentina (13./14. Jahrhundert)
- Baptisterium San Giovanni (11./12. Jahrhundert)
- Basilica di San Lorenzo (4. Jahrhundert / 14. Jahrhundert)
- Basilica della Santissima Annunziata (13. Jahrhundert, 19. Jahrhundert)
- Ognissanti, 17. Jahrhundert
- Orsanmichele (14. Jahrhundert)
- Pazzi-Kapelle (Santa Croce, 15. Jahrhundert)
- San Marco (15. Jahrhundert)
- San Miniato al Monte (11. Jahrhundert)
- Santa Croce (13. und 14. Jahrhundert, mit Grabmälern von Michelangelo, Galileo, Machiavelli, Rossini, Foscolo u. a., Denkmal für Dante)
- Santa Felicita
- Santa Maria in Campo
- Santa Maria del Carmine
- Santa Maria del Fiore (Kathedrale von Florenz)
- Santa Maria Maddalena dei Pazzi
- Santa Maria Maggiore (Florenz), ehem. Klosterkirche
- Santa Maria Novella (13. Jahrhundert)
- Santa Reparata
- San Salvatore al Monte
- Santi Simone e Giuda (17. Jahrhundert)
- Santa Trinita
- Santi Apostoli (11. Jahrhundert)
- Santo Spirito
- Chiesa Luterana (1901)